# Гранко Ярослав Євгенович
Яросла́в Євге́нович Гранко́ (також Ґранко, нар. 28 липня 1953, село Лобир Молотовської області, нині Пермський край, Росія) — український театральний діяч, менеджер, актор, заступник голови Національної спілки театральних діячів України. Заслужений діяч мистецтв України.

## Життєпис
1978 року закінчив Київський інститут театрального мистецтва імені Карпенка-Карого (викладачі Олександр Соломарський та М. Рудін).
З 1979 після проходження всеукраїнського конкурсу, був зарахований до трупи щойно заснованого Київського молодіжного театру. На думку критиків, персонажам були притаманні глибокий психологізм і щирість почуттів, зокрема, була високо відзначене виконання ролей Дмитра Донцова та Михайла Теліги у виставі «Душа в червоній амазонці». Гастролював у США: у вересні 2005 року брав участь у фестивалі «Верховина».
З 1991 до 2006 року працював спочатку директором-розпорядником, а потім заступником директора київського Молодого театру, де очолював службу з організації глядача театру. Був звільнений директором театру Станіславом Мойсеєвим після тривалого конфлікту у театрі та навколо театру. Причиною звільнення Мойсеєв назвав недоліки в роботі служби з організації глядача.
З 2002 до 2006 року — заступник голови Національної спілки театральних діячів України з соціально-побутових питань, з 2006 є заступником голови цієї спілки з адміністративно-побутових питань. На цій посаді він опікується, зокрема, Будинком ветеранів сцени ім. Н. М. Ужвій.
У творчому доробку поета Сергія Губерначука – три вірші-присвяти Ярославу Гранку, із яким вони мали однакову дату народження. Поезії «Так яро славу здобуває хтось», «Ярославе! Мій друже! Мій сильний – великий!» та «Ярий Славе мій дивний! Наспіваймо пісень» увійшли до поетичної збірки «Усім тобі завдячую, Любове…» (2005).

## Творча діяльність
Брав участь у журі Всеукраїнського конкурсу професійних читців імені Лесі Українки, театральних фестивалів «Прем'єри сезону», «Сонячна хвиля», «Тернопільські театральні вечори» та Всеукраїнського фестивалю дитячої творчості «Пісенний сад». Режисував концерт до дня міста в Ізмаїлі, був творчим директором Міжнародного фестивалю футболу «Великий м'яч».
Знімався в ряді рекламних роликів (Nestle Gold Chocolate, пиво «Чернігівське»), грав епізодичні ролі в телесеріалах (зокрема, «Пепел Феникса» та «Золотые парни-2»).
Основні ролі в театрі:
- Карло («Джихетський маніфест» Олександра Чхаїдзе);
- Баташов, Михайлов («Диктатура совісті» Михайла Шатрова);
- Містер Вальтер («Сімейний вікенд» Жана Пуаре);
- Габо, Другий Брат, Журналіст («Калейдоскоп» Сандро Мревлішвілі);
- Беппо («Стійкий принц» Педро Кальдерона);
- Михайло Донцов («Поврот» за Оленою Телігою);
- Менжинський («Чужина» за Лесею Українкою).

## Фільмографія
- 2004 — Попіл «Фенікса» — епізод
- 2006 — Золоті парні — 2 — епізод
- 2016 — Вчора. Сьогодні. Назавжди — епізод
- 2018 — Останній бій — лісник
- 2019 — З мене досить — епізод
- 2019 — Танк — лісник
- 2019 — Перші ластівки (серіал) — дід Ніка

## Благодійницька діяльність
Був офіційним директором Міжнародного благодійного фонду «Фонд відтворення історико-культурної спадщини України» на початку його існування.

## Нагороди
- 2004 — Почесна грамота Кабінету Міністрів України[24]
- 2008 — Заслужений діяч мистецтв України[25]